# Ментешашвили, Зураб
Зураб Ментешашвили (груз. ზურაბ მენთეშაშვილი; род. 30 января 1980, Тбилиси) — грузинский футболист, полузащитник.

## Карьера

### Клубная
Выступал за ряд грузинских, латвийских и израильских клубов. Провёл 28 матчей в Российской премьер-лиге за «Спартак-Алания» в 2003 году и за «Шинник» 2006.

### В сборной
С 2000 по 2010 год провёл 40 матчей за сборную Грузии, забил 1 гол.

## Достижения
- Чемпион Латвии (8): 1999, 2000, 2001, 2002, 2003, 2004, 2007, 2008
- Обладатель Кубка Израиля: 2010
- Чемпион Израиля: 2009/10